# Bomba a frammentazione

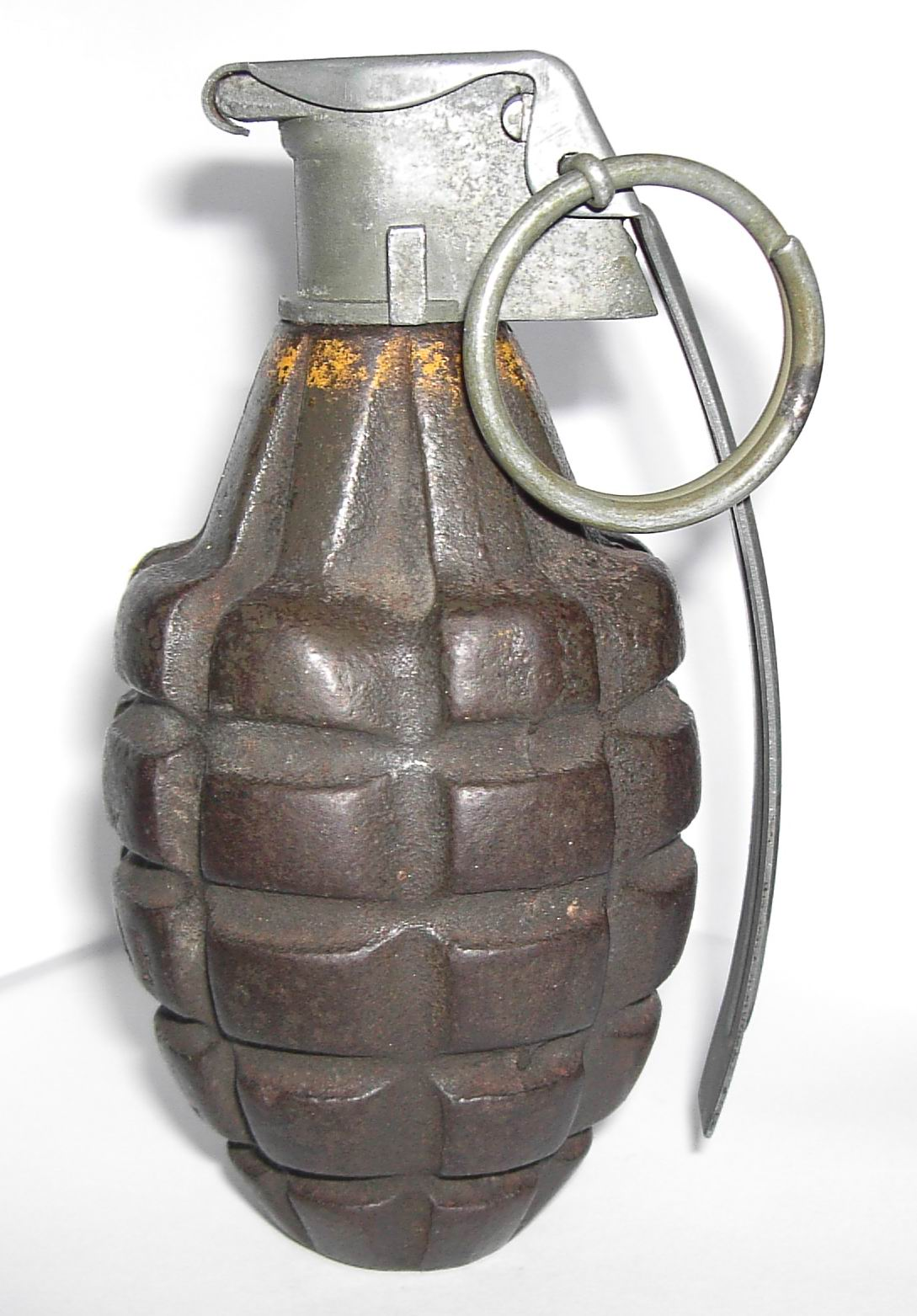
Una Mk2

Una bomba a frammentazione è un particolare tipo di ordigno concepito per massimizzare la sua azione nella "frantumazione" della sua superficie al momento dello scoppio.
Principalmente sono di tipo granata, ovverosia bombe a mano da lancio manuale o tramite armi leggere.

## Caratteristiche
A differenza di una normale bomba l'involucro ha una parete di maggior spessore e la quantità di esplosivo utilizzato per far detonare l'ordigno inferiore. Inoltre è a volte progettata con un particolare disegno dell'involucro atto a frammentarsi secondo uno schema prefissato, in modo da ottenere schegge del peso e delle dimensioni volute.
Mentre qualunque bomba o granata antiuomo, che sia aerea o navale, sarebbe a frammentazione, il termine è più spesso usato per le bombe a mano, difensive o offensive.

## Le bombe ad ananas
Un metodo molto comune in passato per favorire la frammentazione era di incidere delle scanalature per "squadrettare" l'involucro esterno della bomba a mano, così da poter proiettare dei frammenti di dimensione prefissata. Queste granate erano chiamate bombe ad ananas a causa della loro forma simile al frutto, ma è stato dimostrato che la squadrettatura non favoriva in alcun modo la frantumazione, e la bomba comunque si frammentava casualmente.
Oggi i frammenti sono dati dal guscio esterno che si rompe durante lo scoppio (come nell'M67), o da un filo metallico a spirale con tacche posto tra la carica esplosiva e il guscio esterno (come nella M26).

## Modelli
Tipiche bombe ad ananas sono la Mills inglese, la Mk2 statunitense, e la RGD-33 sovietica.
Bombe a frammentazione dal guscio liscio possono essere la M67 statunitense o la Stielhandgranate 24 tedesca.

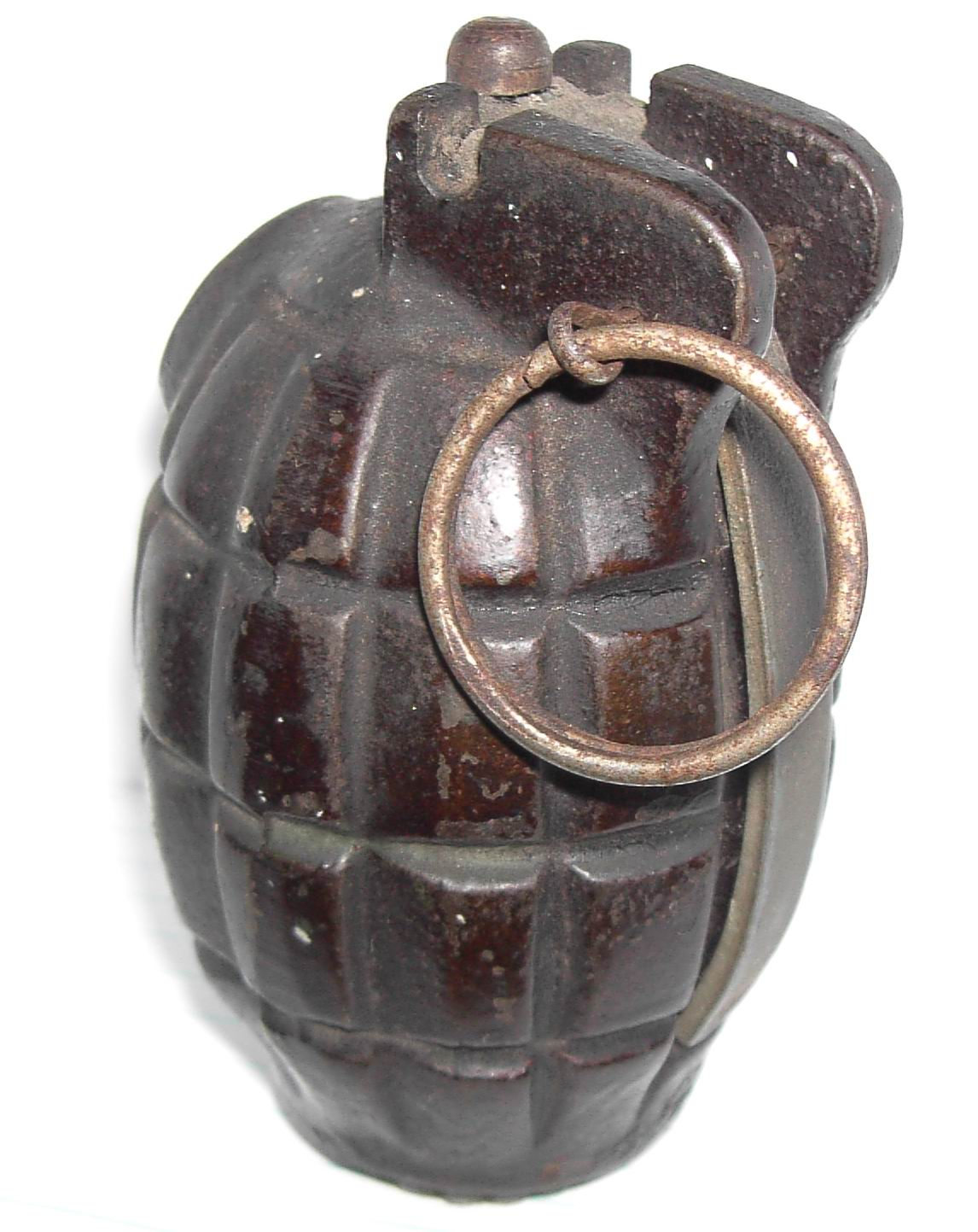
Mills 36M
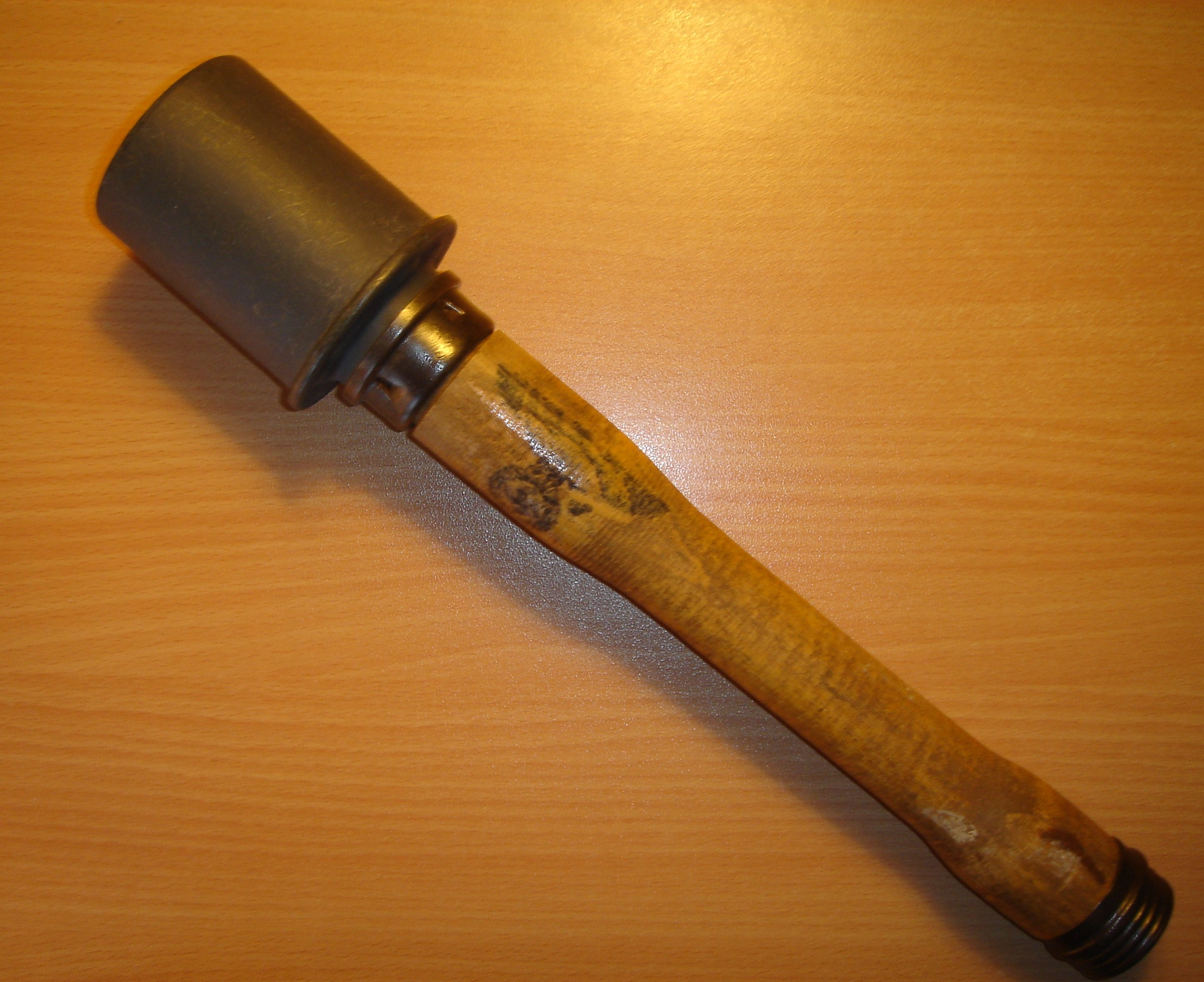
Una Stielhandgranate Modello 24
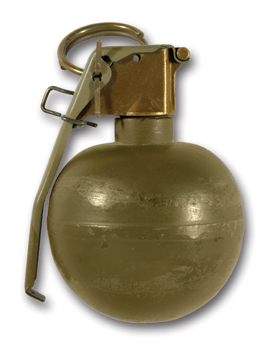
Una M67
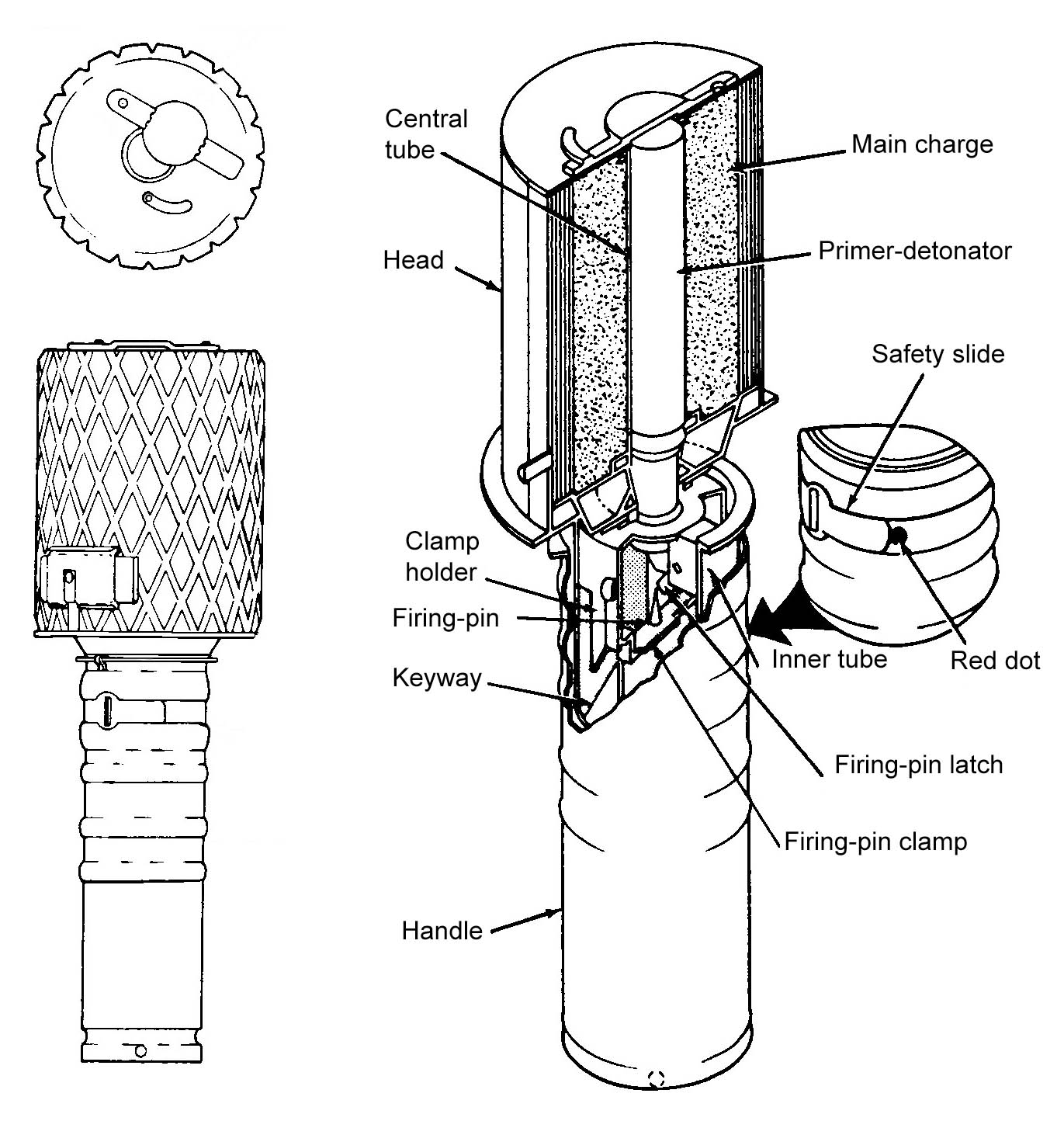
Una RGD-33